# La Barrière de Clichy
La Barrière de Clichy – obraz olejny namalowany przez francuskiego malarza Horacego Verneta w 1820. Przedstawia epizod z 30 marca 1814 – marszałek Moncey wydaje rozkaz pułkownikowi Odiotowi z Gwardii Narodowej w trakcie obrony Paryża przed wojskami VI koalicji antyfrancuskiej.
Obraz uderza swoim realizmem przedstawienia sytuacji – oficerowie zgromadzeni wokół marszałka słuchają w skupieniu jego rozkazu, natomiast ranni gwardziści na pierwszym planie wyglądają na wyczerpanych i pozbawionych chęci do dalszego oporu. By podkreślić tragizm sytuacji Vernet dodał kobietę ze swoim dobytkiem która ochrania w dłoniach swoje maleńkie dziecko i jako jedyna na obrazie patrzy „kątem oka” na widza.